# Kohei Yamada
Kohei Yamada (山田 晃平 Yamada Kohei?, nacido el 8 de enero de 1989 en Hyogo) es un futbolista japonés que se desempeña como centrocampista.

## Trayectoria

### Clubes
| Club               | País           | Año         |
| ------------------ | -------------- | ----------- |
| Thespa Kusatsu     | Japón          | 2010 - 2011 |
| Colorado Rapids    | Estados Unidos | 2012        |
| V-Varen Nagasaki   | Japón          | 2012 - 2014 |
| AC Nagano Parceiro | Japón          | 2014 - 2016 |
| FC Gifu            | Japón          | 2017        |
| Nara Club          | Japón          | 2018 -      |

## Estadística de carrera

### J. League
| Club               | Año   | J. League | J. League | Copa J. League | Copa J. League | Total | Total |
| Club               | Año   | Part.     | Goles     | Part.          | Goles          | Part. | Goles |
| ------------------ | ----- | --------- | --------- | -------------- | -------------- | ----- | ----- |
| Thespa Kusatsu     | 2010  | 18        | 0         | -              | -              | 18    | 0     |
| Thespa Kusatsu     | 2011  | 16        | 0         | -              | -              | 16    | 0     |
| V-Varen Nagasaki   | 2013  | 25        | 2         | -              | -              | 25    | 2     |
| V-Varen Nagasaki   | 2014  | 7         | 0         | -              | -              | 7     | 0     |
| AC Nagano Parceiro | 2014  | 16        | 0         | -              | -              | 16    | 0     |
| AC Nagano Parceiro | 2015  | 28        | 1         | -              | -              | 28    | 1     |
| AC Nagano Parceiro | 2016  | 0         | 0         | -              | -              | 0     | 0     |
| FC Gifu            | 2017  | 24        | 1         | -              | -              | 24    | 1     |
| Total              | Total | 134       | 4         | 0              | 0              | 134   | 4     |